# Morning Glory (pel·lícula de 2010)
Morning Glory és una pel·lícula estatunidenca de comèdia de l'any 2010 dirigida per Roger Michell i protagonitzada per Harrison Ford, Rachel McAdams, Jeff Goldblum, Diane Keaton i Patrick Wilson. S'ha doblat al valencià per À Punt, que va emetre-la per primer cop el 20 de novembre de 2022.

## Sinopsi
Per a Becky Fuller (Rachel McAdams), una responsable i eficient productora de televisió a qui acaben d'acomiadar, produir un programa de televisió a Nova York, encara que sigui el pitjor telediari de la ciutat, es presenta com la gran oportunitat que sempre ha somniat... fins que els conductors estrella, el difícil Mike Pomeroy (Harrison Ford) i Colleen Peck (Diane Keaton) es declaren en guerra durant les transmissions. Fer que el programa funcioni amb un repartiment de personatges excèntrics i punts de vista escandalosos requerirà un miracle enorme, però Becky està preparada per créixer i lluir-se.

## Repartiment
- Rachel McAdams com Becky Fuller.
- Harrison Ford com Mike Pomeroy.
- Diane Keaton com Colleen Peck.
- Jeff Goldblum com Jerry Barnes.
- Patrick Wilson com Adam Bennett.